# Hypolycaena cloella
Hypolycaena cloella är en fjärilsart som beskrevs av Gustav Weymer 1887. Hypolycaena cloella ingår i släktet Hypolycaena och familjen juvelvingar. Inga underarter finns listade i Catalogue of Life.